# 13801 Kohlhase
13801 Kohlhase eller 1998 VP44 är en asteroid i huvudbältet som upptäcktes den 11 november 1998 av LONEOS vid Anderson Mesa Station. Den är uppkallad efter Charles Kohlhase.
Den tillhör asteroidgruppen Gefion.